# PowerJet SaM146
PowerJet SaM146 je dvogredni visokobtočni turboventilatorski reaktivni motor, ki so ga skupaj razvili ruski NPO Saturn in francoska Snecma. Motor razvija 15400-17800 funtov potiska in se uporablja na Suhoj Superjetu.
Snecma je razvila jedro, FADEC, transimisijski mehanizem, NPO Saturn pa nizkotlačni del. SaM146 je deloma baziran na CFM56 in uporablja blisk tehnologijo

## Uporaba
SaM146 1S17
- Suhoj Superjet 100/95

SaM146 1S18
- Suhoj Superjet 100/95LR

## Specifikacije (SaM146-1S17)
- Tip: dvogredni visokoobtočni turbofan
- Dolžina: 2.2 m (87 in)
- Premer: 1.22 m (48 in)
- Teža: 1708 kg (3,765 lb)
- Kompresoir: 1 ventilator, 3-stopenjski nizkotlačni aksialni, 6-stopenjski visokotlačni aksialni
- Zgorevalna komora:  obročasta
- Turbina: 1-stopnejska visokotlačna aksialna, 3-stopnejska nizkotlačna aksialna
- Gorivo: Jet A, Jet A-1, TS-1, RP

- Maks. potisk: 76,84 kN (17270 lbf)
- Tlačno razmerje: 23,8:1
- Obtočno razmerje: 4,43:1
- Specifična poraba goriva: 0,374 lb/lbf-uro (suh), 0,629 lb/lbf-uro (potovalna moč)
- Razmerje potisk/teža: 5,3:1